# Giovanni Damiani (Komponist)
Giovanni Damiani (* 16. Februar 1966 in Palermo) ist ein italienischer Komponist, Pianist und Musikwissenschaftler.

## Leben
Damiani begann seine musikalische Ausbildung elfjährig am Konservatorium seiner Heimatstadt, wo er Kompositionsunterricht bei Eliodoro Sollima und Klavierunterricht bei Bernhard Wambach und Massimiliano Damerini hatte. Seine ersten eigenen Kompositionen entstanden 1982. An der Universität Palermo graduierte er in Neuere Literatur. Ermutigt von Professoren des Instituts für Musikgeschichte der Universität setzte er sein Kompositionsstudium in Rom bei Aldo Clementi fort und besuchte später Kurse von Luigi Nono, Sylvano Bussotti, Heinz-Klaus Metzger, Federico Incardona, Camillo Togni und Helmut Lachenmann fort.
1990 lud ihn Francesco Pennesini zum Festival Nuova Consonanza zu einem ihm gewidmeten Konzert ein. Bei der 4. Conferenza Mediterranea, einem Treffen von zwölf Komponisten aus zwölf Staaten, vertrat er Italien mit Liveübertragungen im italienischen und ausländischen Rundfunk. Seit 1993 hat er einen Lehrstuhl für Partiturlesen am Konservatorium von Palermo inne. 1993–94 arbeitete er als Stipendiat in Polen. 1994 war er Teilnehmer der Darmstädter Ferienkurse. Er ist Mitglied des Ensembles Nuova Consonanza und des Archivio Nono.
Damiani organisiert Kulturveranstaltungen wie den Kongress Idea di una musica und Konzerte mit Uraufführungen oder italienischen Erstaufführungen u. a. von Werken John Cages und Galina Ustwolskajas. Mehrfach arbeitete er als Komponist mit dem Choreographen Virgilio Sieni zusammen. Beim Festival sul Novecento 1998 wurde sein musikalisches Drama Salve follie precise-atto primo aufgeführt. International wurden seine Werke u. a. in New York, Buenos Aires, Wien, Sankt Petersburg und Amsterdam, bei den Festivals Nuova Consonanza und Di Nuovo Musica, den Darmstädter Ferienkursen und beim Warschauer Herbst gespielt.